# 비표준 해석학
비표준 해석학(非標準解析學, 영어: nonstandard analysis)은 초실수와 그 위의 함수에 대하여 연구하는 해석학의 한 분야이다.

## 정의
{\displaystyle \mathbb {R} }이 실수체이고, {\displaystyle \mathbb {N} }이 자연수의 모노이드이라고 하자. 그렇다면 {\displaystyle \mathbb {R} ^{\mathbb {N} }}은 실수들의 수열들의 집합이다. 초실수의 체 {\displaystyle {}^{*}\mathbb {R} }는 {\displaystyle \mathbb {R} ^{\mathbb {N} }}의 적절한 몫으로 정의된다. 주필터가 아닌 임의의 극대 필터 {\displaystyle {\mathcal {F}}\subset {\mathcal {P}}(\mathbb {N} )}를 고르자. (특히, {\displaystyle {\mathcal {F}}}는 프레셰 필터(여유한 집합들의 필터)를 포함한다.) 이러한 극대 필터는 선택 공리에 따라 항상 존재하지만, 직접 적을 수는 없다. 이 극대 필터를 사용하여, 두 수열 {\displaystyle u,v\in \mathbb {R} ^{\mathbb {N} }} 사이에 다음과 같은 동치 관계를 줄 수 있다.
{\displaystyle u\sim v\iff \{n\in \mathbb {N} \colon u_{n}=v_{n}\}\in {\mathcal {F}}}
이 동치관계에 대한 몫은 곱셈에 대하여 체를 이루며, 이를 초실수의 체로 정의한다.
{\displaystyle {}^{*}\mathbb {R} =\mathbb {R} ^{\mathbb {N} }/{\mathcal {F}}}

## 실해석학의 구현
실해석학에서 극한을 통해 구현되는 표준적인 여러 연산들은 초실수를 사용하여 대수적으로 정의할 수 있다.

### 극한과 미분
함수 {\displaystyle {}^{*}f\colon \mathbb {R} ^{*}\to \mathbb {R} ^{*}}의 {\displaystyle a\in \mathbb {R} ^{*}}에서의 극한은 다음과 같다.
{\displaystyle \lim _{x\to a}{}^{*}f(x)=L\iff \forall b\approx a\colon f(b)\approx L\qquad (L\in \mathbb {R} )}
함수 {\displaystyle {}^{*}f\colon {}^{*}\mathbb {R} \to {}^{*}\mathbb {R} }가 다음 조건을 만족시키면, 연속함수라고 한다.
- 모든 {\displaystyle x,y\in \mathbb {R} ^{*}}에 대하여, 만약 {\displaystyle x\approx y}라면 {\displaystyle f(x)\approx f(y)}이다.

함수 {\displaystyle {}^{*}f\colon {}^{*}\mathbb {R} \to {}^{*}\mathbb {R} } 및 {\displaystyle x\in \mathbb {R} }에 대하여, 다음이 성립한다고 하자. 임의의 0이 아닌 두 무한소 {\displaystyle \epsilon _{1},\epsilon _{2}\in {}^{*}\mathbb {R} }에 대하여,
{\displaystyle {\frac {{}^{*}f(x+\epsilon _{1})-f(x)}{\epsilon _{1}}}\approx {\frac {{}^{*}f(x+\epsilon _{2})-f(x)}{\epsilon _{2}}}}
이 경우 {\displaystyle {}^{*}f}는 {\displaystyle x\in \mathbb {R} }에서 미분 가능하다고 하고, {\displaystyle f}의 도함수는
{\displaystyle {}^{*}f'(x)=\operatorname {st} \left({\frac {{}^{*}f(x+\epsilon )-{}^{*}f(x)}{\epsilon }}\right)\in \mathbb {R} }
이다.
1차 논리로 정의할 수 있는 실함수 {\displaystyle f\colon \mathbb {R} \to \mathbb {R} }에 대하여, 이에 대응하는 비표준 확대
{\displaystyle {}^{*}f\colon {}^{\mathbb {R} }\to {}^{*}\mathbb {R} }
에 대하여, 다음이 동치이다.
- {\displaystyle \lim _{x\to a}f(x)=b}
- {\displaystyle \lim _{x\to a}{}^{*}f(x)=b}

또한, 다음이 동치이다.
- {\displaystyle a\in \mathbb {R} }에서 {\displaystyle f}는 연속함수이다.
- {\displaystyle a\in \mathbb {R} }에서 {\displaystyle {}^{*}f}는 연속함수이다.

또한, 다음이 동치이다.
- {\displaystyle a\in \mathbb {R} }에서 {\displaystyle f}는 미분 가능하며, {\displaystyle f'(a)=b}이다.
- {\displaystyle a\in \mathbb {R} }에서 {\displaystyle {}^{*}f}는 미분 가능하며, {\displaystyle f'(a)=b}이다.

### 적분
초실수 체계에서, 리만 적분은 a, a + dx, a + 2dx, ... a + ndx 등으로 나누어지는 무한소의 격자들의 합으로 정의된다. 여기서 dx는 무한소이며, n은 무한의 초정수이며, 적분 구간의 하한 a 와 상한 b = a + n dx인 관계를 따른다.

## 예
함수 {\displaystyle f(x)=x^{2}}의 도함수는 비표준적으로 다음과 같이 계산할 수 있다. {\displaystyle dx\in {}^{*}\mathbb {R} }가 임의의 무한소라고 하자. 그렇다면 임의의 {\displaystyle x\in \mathbb {R} }에 대하여 다음과 같다.
{\displaystyle f'(x)=\operatorname {st} \left({\frac {(x+dx)^{2}-x^{2}}{dx}}\right)=\operatorname {st} (2x+dx)=2x}

## 참고 문헌
1. ↑  Keisler, H. Jerome (1994). 〈The hyperreal line〉.   Philip Ehrlich. 《Real numbers, generalizations of the reals, and theories of continua》. Synthèse Library (영어) 242. Kluwer. 207–237쪽. doi:10.1007/978-94-015-8248-3_8. ISBN 978-90-481-4362-7. MR 1340464. Zbl 0964.03535.

## 같이 보기
- 초실수